# Ceropsilopa incognita
Ceropsilopa incognita är en tvåvingeart som beskrevs av Canzoneri och Rampini 1998. Ceropsilopa incognita ingår i släktet Ceropsilopa och familjen vattenflugor.
Artens utbredningsområde är Sierra Leone. Inga underarter finns listade i Catalogue of Life.